# Уланов, Владимир Викторович
Влади́мир Ви́кторович Ула́нов (10 февраля 1951, Москва — 2000) — советский волейболист, игрок сборной СССР (1974—1977). Серебряный призёр Олимпийских игр 1976, обладатель Кубка мира 1977, чемпион Европы 1975, четырёхкратный чемпион СССР. Связующий. Мастер спорта международного класса (1974).
Выступал за команды: до 1977 — МВТУ (Москва), 1977—1981 — ЦСКА. Четырёхкратный чемпион СССР (1978—1981), бронзовый призёр союзного первенства 1977, двукратный обладатель Кубка СССР (1972, 1980). В составе сборной Москвы становился двукратным чемпионом Спартакиад народов СССР (1975 и 1979).
В составе молодёжной сборной СССР дважды становился чемпионом Европы (1969, 1971). Победитель Всемирной Универсиады 1973 в составе студенческой сборной СССР.
В национальной сборной СССР в официальных соревнованиях выступал в 1974—1977 годах. В её составе: серебряный призёр Олимпийских игр 1976, серебряный призёр чемпионата мира 1974, победитель розыгрыша Кубка мира 1977, чемпион Европы 1975.

## Источник
- Волейбол: Энциклопедия / Сост. В. Л. Свиридов, О. С. Чехов. — Томск: Компания «Янсон», 2001.